# Robert Maxwell
Ian Robert Maxwell MC (10 de junho de 1923 - no mar, 5 de novembro de 1991), nascido Ján Ludvík Hyman Binyamin Hoch, era um proprietário da mídia britânica, membro do Parlamento (MP) e fraudador. Originalmente da Tchecoslováquia, Maxwell saiu da pobreza para construir um extenso império editorial. Após sua morte, foram reveladas grandes discrepâncias nas finanças de suas empresas, incluindo sua apropriação fraudulenta do fundo de pensão do Mirror Group.
No início de sua vida, Maxwell escapou da ocupação nazista, juntou-se ao Exército da Checoslováquia no exílio na Segunda Guerra Mundial e foi condecorado após o serviço ativo no exército britânico. Nos anos seguintes, trabalhou na publicação, construindo a Pergamon Press em uma grande editora. Depois de seis anos como deputado nos anos 60, ele voltou a colocar toda a sua energia nos negócios, comprando sucessivamente a British Printing Corporation, o Mirror Group Newspapers e a Macmillan Publishers, entre outras editoras.
Maxwell tinha um estilo de vida extravagante, vivendo em Headington Hill Hall, em Oxford, de onde costumava voar de helicóptero e navegando em seu iate de luxo, Lady Ghislaine. Ele era litigioso e muitas vezes envolvido em controvérsias, inclusive sobre seu apoio a Israel na época da Guerra Árabe-Israelense de 1948. Em 1989, ele teve que vender empresas de sucesso, incluindo a Pergamon Press, para cobrir algumas de suas dívidas. Em 1991, seu corpo foi descoberto flutuando no Oceano Atlântico, tendo caído ao mar de seu iate. Ele foi sepultado em Jerusalém.
A morte de Maxwell provocou o colapso de seu império editorial, quando os bancos pediam empréstimos. Seus filhos tentaram brevemente manter os negócios juntos, mas falharam quando surgiram as notícias de que o mais velho Maxwell havia roubado centenas de milhões de libras dos fundos de pensão de suas próprias empresas. As empresas Maxwell solicitaram proteção contra falência em 1992.

## Juventude
Maxwell nasceu em uma família judia ortodoxa pobre de língua iídiche na pequena cidade de Slatinské Doly (hoje Solotvyno, Ucrânia) na província mais oriental da Tchecoslováquia antes da Segunda Guerra Mundial. Seus pais eram Mechel Hoch e Hannah Slomowitz. Ele tinha seis irmãos. Em 1939, a área foi recuperada pela Hungria. A maioria dos membros de sua família morreu em Auschwitz depois que a Hungria foi ocupada em 1944 pela Alemanha nazista, mas ele já havia escapado para a França. Em Marselha, ele se juntou ao Exército da Checoslováquia no exílio em maio de 1940.
Após a derrota na França e a retirada para a Grã-Bretanha, Maxwell (usando o nome "Ivan du Maurier", ou Leslie du Maurier o sobrenome retirado do nome de uma popular marca de cigarros, Du Maurier) participou um protesto contra a liderança do Exército da Checoslováquia, e com 500 outros soldados, ele foi transferido para o Royal Pioneer Corps e mais tarde para o North Staffordshire Regiment em 1943. Ele então se envolveu em ações em toda a Europa, das Praias da Normandia a Berlim, e alcançou o posto de sargento. Ele ganhou uma comissão em 1945 e foi promovido ao posto de capitão.
Em janeiro de 1945, o heroísmo de Maxwell no exército britânico durante a guerra ganhou a Cruz Militar, apresentada pelo marechal de campo Bernard Montgomery . Aderido ao Ministério das Relações Exteriores, ele serviu em Berlim durante os próximos dois anos na seção de imprensa. Maxwell naturalizou-se como sujeito britânico em 19 de junho de 1946 e mudou seu nome por ato de mudança de nome em 30 de junho de 1948.
Em 1945, ele se casou com Elisabeth "Betty" Meynard, protestante francesa, e o casal teve nove filhos nos dezesseis anos seguintes: Michael, Philip, Ann, Christine, Isabel, Karine, Ian, Kevin e Ghislaine. Em uma entrevista de 1995, Elisabeth falou sobre como eles estavam recriando sua família de infância, vítimas do Holocausto. Cinco de seus filhos – Christine, Isabel, Ian, Kevin e Ghislaine – foram empregados posteriormente em suas empresas. A filha Karine morreu de leucemia aos três anos, enquanto Michael foi gravemente ferido em um acidente de carro em 1961, aos quinze anos, quando seu motorista adormeceu ao volante. Michael nunca recuperou a consciência e morreu sete anos depois.
Após a Segunda Guerra Mundial, Maxwell usou contatos nas autoridades de ocupação dos Aliados para entrar nos negócios, tornando-se o distribuidor britânico e americano da Springer Verlag, uma editora de livros científicos. Em 1951, ele comprou três quartos da Butterworth-Springer, uma editora menor; o trimestre restante foi realizado pelo experiente editor científico Paul Rosbaud. Eles mudaram o nome da empresa para Pergamon Press e rapidamente a transformaram em uma grande editora.
Em 1964, representando o Partido Trabalhista, Maxwell foi eleito como membro do Parlamento (MP) para Buckingham e reeleito em 1966. Ele deu uma entrevista ao The Times em 1968, na qual afirmou que a Câmara dos Comuns lhe dava um problema. "Não posso continuar com homens", comentou. "Tentei ter assistentes do sexo masculino em primeiro lugar. Mas não deu certo. Eles tendem a ser muito independentes. Os homens gostam de ter individualidade. As mulheres podem se tornar uma extensão do chefe." Maxwell perdeu seu assento em 1970 para o conservador William Benyon. Ele contestou Buckingham novamente nas duas eleições gerais de 1974, mas sem sucesso.
No início de 1969, emergiu que a tentativa de Maxwell de comprar o News of the World havia falhado. A família Carr, que possuía o título, ficou furiosa com a ideia de um imigrante tchecoslovaco com políticas socialistas ganhando propriedade e o conselho votou contra a proposta de Maxwell sem qualquer dissidência. O editor do News of the World ' Stafford Somerfield, se opôs à proposta de Maxwell em um artigo de primeira página de outubro de 1968, no qual ele se referia às origens da Maxwell na Checoslováquia e usava seu nome de nascimento. Ele escreveu: "Este é um jornal britânico, dirigido por britânicos... tão britânico quanto carne assada e pudim de Yorkshire... Vamos mantê-lo assim". O magnata que ganhou o controle foi o australiano Rupert Murdoch, que mais tarde naquele ano adquiriu o The Sun, que também havia anteriormente interessado em Maxwell.

## Pérgamo perdido e recuperado
Em 1969, Saul Steinberg, diretor da "Leasco Data Processing Corporation", estava interessado em uma aquisição estratégica da Pergamon. Steinberg afirmou que, durante as negociações, Maxwell afirmou falsamente que uma subsidiária responsável pela publicação de enciclopédias era extremamente lucrativa. Ao mesmo tempo, a Pergamon foi forçada a reduzir suas previsões de lucro para 1969 de 2,5 milhões para 2,05 milhões de libras durante o período de negociações, e a negociação de ações da Pergamon foi suspensa nas bolsas de valores de Londres.
Isso fez com que Maxwell perdesse o controle de Pergamon e ele foi expulso do conselho em outubro de 1969, juntamente com outros três diretores em simpatia por ele, pelos acionistas majoritários das ações da empresa. Steinberg comprou Pergamon. Uma investigação do Departamento de Comércio e Indústria (DTI) sob o Código de Aquisição da época relatada em meados de 1971: "Lamentamos ter que concluir que, apesar das habilidades e energia reconhecidas pelo Sr. Maxwell, ele não está em nossa opinião. uma pessoa em quem possa confiar para exercer a administração adequada de uma empresa com cotação pública". Verificou-se que Maxwell havia conseguido maximizar o preço das ações de Pergamon por meio de transações entre suas empresas familiares privadas.
Ao mesmo tempo, o Congresso dos Estados Unidos estava investigando as práticas de aquisição da Leasco. A juíza Thayne Forbes, em setembro de 1971, criticou o inquérito: "Eles passaram de um papel inquisitorial para um acusatório e praticamente cometeram o assassinato comercial de Maxwell". Ele continuou ainda que o juiz julgaria provavelmente que os inspetores agiram "de maneira contrária às regras da justiça natural". A empresa teve um desempenho ruim sob Steinberg; Maxwell readquiriu a Pergamon em 1974, depois de pedir empréstimos.
Maxwell estabeleceu a Fundação Maxwell no Liechtenstein em 1970. Ele adquiriu a British Printing Corporation (BPC) em 1981 e mudou seu nome primeiro para a British Printing and Communication Corporation (BPCC) e depois para a Maxwell Communications Corporation. Mais tarde, a empresa foi vendida em uma compra pela gerência e agora é conhecida como Polestar.

## Atividades comerciais posteriores
Em julho de 1984, Maxwell adquiriu o Mirror Group Newspapers, o editor de seis jornais britânicos, incluindo o Daily Mirror, da Reed International plc. por 113 milhões de libras. Isso levou à famosa guerra da mídia entre Maxwell e Rupert Murdoch.
Os jornais do Mirror Group (anteriormente Trinity Mirror, agora parte do Reach plc) publicaram os nacionais Daily Mirror, um tabloide pró-trabalho, Sunday Mirror, Sunday People, Sunday People, Scottish Sunday Mail e Scottish Daily Record. Em uma entrevista coletiva para divulgar sua aquisição, Maxwell disse que seus editores seriam "livres para produzir as notícias sem interferência". Enquanto isso, em uma reunião dos novos funcionários de Maxwell, o jornalista do Mirror Joe Haines afirmou que conseguiu provar que o chefe deles "é um trapaceiro e um mentiroso". Haines rapidamente ficou sob a influência de Maxwell e depois escreveu sua biografia autorizada.
Em junho de 1985, Maxwell anunciou a aquisição da empresa de computadores domésticos de Sir Clive Sinclair, Sinclair Research, através da Hollis Brothers, subsidiária da Pergamon Press. O acordo foi abortado em agosto de 1985. Em 1987, Maxwell comprou parte da IPC Media para criar a Fleetway Publications. No mesmo ano, ele lançou o London Daily News em fevereiro, após um atraso causado por problemas de produção, mas o jornal foi encerrado em julho, depois de sofrer perdas significativas, segundo estimativas contemporâneas de £25 milhões. A princípio, pretendendo ser um rival do Evening Standard, Maxwell tomou uma decisão precipitada por ser o primeiro jornal de 24 horas também.
Em 1988, as várias empresas de Maxwell possuíam, além dos títulos Mirror e Pergamon Press, Nimbus Records, Macmillan Publishers (dos quais Collier fazia parte), Diretórios Maxwell, Prentice Hall Information Services e as escolas de idiomas Berlitz. Ele também possuía metade da MTV na Europa e outros interesses da televisão europeia, Maxwell Cable TV e Maxwell Entertainment. Maxwell comprou a Macmillan, a editora americana, durante 1988 por US$ 2,6 bilhões. No mesmo ano, ele lançou um novo projeto ambicioso, um jornal transnacional chamado The European. Em 1991, ele foi forçado a vender a Pergamon Press e a Maxwell Directories à Elsevier por 440 milhões de libras para cobrir suas dívidas; ele usou parte desse dinheiro para comprar um tablóide doente, o New York Daily News. No mesmo ano, Maxwell vendeu 49% do estoque dos jornais do Mirror Group ao público.

Os vínculos de Maxwell com os regimes totalitários da Europa Oriental resultaram em várias biografias (geralmente consideradas hagiografias) dos líderes desses países, com entrevistas conduzidas por Maxwell, pelas quais ele recebeu muita zombaria. No início de uma entrevista com Nicolae Ceaușescu, da Romênia, então líder comunista do país, ele perguntou: "Como você explica sua enorme popularidade com o povo romeno?"

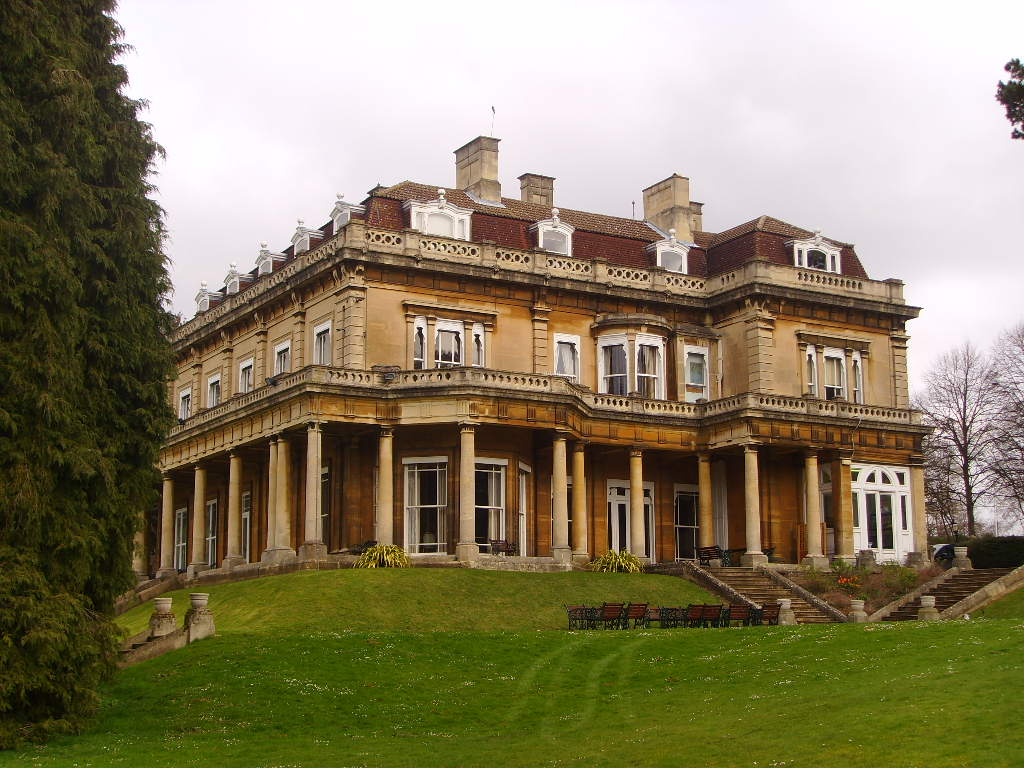
Nos últimos 32 anos de sua vida, Robert Maxwell viveu em Headington Hill Hall, que ele alugou da Oxford City Council e descreveu como "a melhor casa de conselho" do país. Agora faz parte da Universidade Oxford Brookes.

Maxwell também foi o presidente da Oxford United, salvando-os da falência e tentando fundi-los com a Reading em 1983 para formar um clube que ele queria chamar de "Thames Valley Royals". Ele levou Oxford para a primeira divisão do futebol inglês em 1985 e a equipe venceu a Copa da Liga um ano depois. Maxwell comprou no Condado de Derby em 1987. Ele também tentou comprar o Manchester United em 1984, mas recusou o preço pedido pelo proprietário, Martin Edwards.
Maxwell era conhecido por ser litigioso contra aqueles que falariam ou escreveriam contra ele. A revista satírica Private Eye o denunciou como "Cap'n Bob" e o "checo saltitante", o último apelido originalmente criado pelo primeiro ministro Harold Wilson (sob o qual Maxwell era deputado). Maxwell tomou várias ações difamatórias contra Private Eye, uma delas resultando na perda de aproximadamente 225.000 libras e Maxwell usando seu poder comercial para revidar com uma revista de paródias, Not Private Eye.

## Conexão israelense

### Guerra de 1948
Uma dica do serviço de Maxwell ao Estado israelense foi fornecida por John Loftus e Mark Aarons, que descreveram os contatos de Maxwell com os líderes comunistas da Checoslováquia em 1948 como cruciais para a decisão da Checoslováquia de armar Israel na Guerra Árabe-Israelense de 1948. A assistência militar da Checoslováquia foi única e crucial para o estado iniciante, enquanto lutava por sua existência. Foi a ajuda secreta de Maxwell no contrabando de peças de aeronaves para Israel que levou o país a ter superioridade aérea durante a Guerra da Independência de 1948.

### Alegações do Mossad; Caso Vanunu
O Ministério das Relações Exteriores britânico suspeitava que Maxwell fosse um agente secreto de um governo estrangeiro, possivelmente um agente duplo ou triplo, e "um caráter completamente ruim e quase certamente financiado pela Rússia". Ele conhecia links para o Serviço de Inteligência Secreta Britânico (MI6), para a KGB e para o serviço de inteligência israelense Mossad. Seis servidores e ex-chefes dos serviços de inteligência israelenses compareceram ao funeral de Maxwell em Israel, enquanto o primeiro-ministro israelense Yitzhak Shamir elogiou-o e declarou: "Ele fez mais por Israel do que se pode dizer hoje".
Pouco antes da morte de Maxwell, um ex-funcionário de Israel Direção de Inteligência Militar, Ari Ben-Menashe, se aproximou de um número de organizações de notícias na Grã-Bretanha e os EUA, com a alegação de que Maxwell e o editor estrangeiro do Daily Mirror, Nicholas Davies, foram agentes do Mossad por um longo período. Ben-Menashe também afirmou que, em 1986, Maxwell havia dito à embaixada israelense em Londres que Mordechai Vanunu havia fornecido informações sobre a capacidade nuclear de Israel ao The Sunday Times, depois ao Daily Mirror . Vanunu foi seqüestrado por Mossad e contrabandeado para Israel, condenado por traição e preso por dezoito anos.
A história de Ben-Menashe foi ignorada a princípio, mas eventualmente o jornalista do New Yorker Seymour Hersh repetiu algumas das alegações durante uma conferência de imprensa em Londres realizada para divulgar The Samson Option, o livro de Hersh sobre as armas nucleares de Israel. Em 21 de outubro de 1991, dois deputados, George Galloway, do Partido Trabalhista, e Rupert Allason, do Conservador (também conhecido como autor de espionagem Nigel West), concordaram em levantar a questão na Câmara dos Comuns sob proteção de privilégios parlamentares, que por sua vez permitia Jornais britânicos para relatar eventos sem medo de processos por difamação. Maxwell chamou as alegações de "ridículas, uma invenção total" e demitiu Davies. Um ano depois, no acordo de difamação de Galloway contra os Jornais do Mirror Group (no qual ele recebeu danos "substanciais"), o advogado de Galloway anunciou que o MP aceitou que a equipe do grupo não estivesse envolvida no sequestro de Vanunu. Galloway se referia a Maxwell como "um dos piores criminosos do século".

## Morte
Em 5 de novembro de 1991, Maxwell esteve em último contato com a tripulação de seu iate, Lady Ghislaine, às 4:25 da manhã, hora local, mas constatou-se que ela desapareceu no final da manhã. Presume-se que Maxwell tenha caído ao mar da embarcação que navegava nas Ilhas Canárias. Seu corpo nu foi recuperado do Oceano Atlântico e levado para Las Palmas. A decisão oficial de um inquérito realizado em dezembro de 1991 foi a morte por um ataque cardíaco combinado com afogamento acidental, apesar de três patologistas terem sido incapazes de concordar com a causa de sua morte no inquérito; ele foi encontrado com graves problemas cardíacos e pulmonares. O assassinato foi descartado pelo juiz e, com efeito, também o suicídio.
Robert Maxwell recebeu quase um funeral de Estado em Israel, com a presença do primeiro-ministro Yitzhak Shamir, o presidente Chaim Herzog, "nada menos que seis servos e ex-chefes da inteligência israelense" e uma galáxia de dignitários e políticos, governo e oposição, e foi enterrado no Monte das Oliveiras em Jerusalém. Herzog fez o elogio, o Kaddish foi recitado por seu colega sobrevivente do Holocausto, amigo e advogado de longa data Samuel Pisar.
O primeiro-ministro John Major disse que Maxwell lhe deu "informações valiosas" sobre a situação na União Soviética durante a tentativa de golpe de 1991. Ele era um "ótimo personagem", acrescentou Major. Neil Kinnock, então líder do Partido Trabalhista, falou dele como um homem com "um gosto pela vida" que "atraiu controvérsia, inveja e lealdade em grande parte ao longo de sua vida estrondosa".
Uma equipe de produção que conduz pesquisas para Maxwell, um filme biográfico da BBC, descobriu fitas armazenadas em uma mala de propriedade de seu ex-chefe de segurança, John Pole. Mais tarde em sua vida, Maxwell tinha-se tornado cada vez mais paranoico de seus próprios funcionários e tinha os escritórios daqueles que ele suspeita de deslealdade com fio para que ele pudesse ouvir suas conversas. Após a morte de Maxwell, as fitas permaneceram na mala de Pole e só foram descobertas pelos pesquisadores em 2007.

## Consequências: roubo de fundos de pensão, colapso de um império editorial
A morte de Maxwell provocou uma avalanche de instabilidade, com os bancos pedindo freneticamente seus enormes empréstimos. Seus filhos, Kevin e Ian, lutaram para manter o império unido, mas não conseguiram impedir o colapso. Constatou-se que, sem autorização prévia adequada, Maxwell havia usado centenas de milhões de libras dos fundos de pensão de suas empresas para aumentar as ações do Mirror Group para salvar suas empresas da falência. Eventualmente, os fundos de pensão foram reabastecidos com dinheiro dos bancos de investimento Shearson Lehman e Goldman Sachs, bem como do governo britânico. Esse reabastecimento foi limitado e também suportado por um excedente no fundo das impressoras, que foi recebido pelo governo em parte como pagamento de 100 milhões de libras necessárias para apoiar as pensões dos trabalhadores. O restante dos 100 milhões de libras foi dispensado. O roubo de fundos de pensão de Maxwell foi, portanto, parcialmente reembolsado de fundos públicos. O resultado foi que, em geral, os pensionistas receberam cerca de 50% dos direitos a pensão da empresa.
As empresas Maxwell entraram com pedido de falência em 1992. Kevin Maxwell foi declarado falido com dívidas de £400 milhões. Em 1995, Kevin e Ian e dois outros ex-diretores foram a julgamento por conspiração para fraudar, mas foram absolvidos por unanimidade por um júri de doze homens em 1996.
Em novembro de 1994, a viúva de Maxwell, Elisabeth, publicou suas memórias, A Mind of My Own: My Life with Robert Maxwell, que lança luz sobre sua vida com Maxwell, quando o magnata das publicações foi classificado como um dos indivíduos mais ricos de o mundo. Dedicou grande parte de sua vida à pesquisa do Holocausto e ao diálogo judaico-cristão. Ela morreu em 7 de agosto de 2013.

## Na cultura popular
- Maxwell foi usado como inspiração para o vilão barão da mídia Elliot Carver no filme de James Bond de 1997 Tomorrow Never Dies, assim como sua novelização e adaptação de videogame.[61][62] No final do filme, M ordena uma história que disfarça a morte de Carver, dizendo que Carver morreu depois de cair de seu iate no mar do Sul da China.
- Um drama da BBC, Maxwell, cobrindo sua vida pouco antes de sua morte, estrelado por David Suchet e Patricia Hodge, foi ao ar em 4 de maio de 2007.[63] Suchet ganhou o Prêmio Emmy Internacional de Melhor Ator por seu desempenho como Maxwell.[64] Um programa solo sobre a vida de Maxwell, Lies Have Been Told, escrito por Rod Beacham, foi realizado por Phillip York no Trafalgar Studios, em Londres, em 2006.[65]
- The Fourth Estate, um romance de 1996 de Jeffrey Archer, é baseado nas vidas de Robert Maxwell e Rupert Murdoch.[66]
- Max, um romance de Juval Aviv, é baseado na investigação de Aviv sobre a morte de Robert Maxwell[67]